# Viaduc de Volesvres
Le viaduc de Volesvres est un viaduc français de la RCEA (Route Centre-Europe Atlantique) situé à Volesvres, à l'est de Paray-le-Monial dans le département de Saône-et-Loire.
D'une longueur de 209 mètres, le viaduc traverse le canal du Centre et est emprunté par la RCEA (RN 79).
Des travaux de doublement du viaduc ont eu lieu de 2010 à 2012. En décembre 2012, le 2e viaduc est mis en service,.